# Funk Volume
Funk Volume è stata un'etichetta discografica indipendente statunitense, fondata da Hopsin con il suo amico e socio Dame Ritter nel 2009. L'azienda aveva sede a Los Angeles, California.

## Storia

### Formazione e successo (2009-2015)
Nel 2009, Hopsin, che dopo aver avuto un contratto con la Ruthless Records, da cui ne è uscito per mancanza di comprensione, pubblicità e supporto artistico, fondò la Funk Volume assieme a Dame Ritter, che avrebbe invece curato il business management per tutti gli artisti della label. Per avviare l'azienda, Hopsin andò su LegalZoom e avviò l'attività, ricevendo i documenti per posta. Il primo artista a firmare per l'etichetta è stato SwizZz, fratello minore di Dame, nel giugno dello stesso anno verrà pubblicato il mixtape collaborativo di Hopsin e SwizZz, Haywire per promuovere Funk Volume. Inizialmente Haywire doveva essere pubblicato per la vendita sul mercato, ma non sono riusciti dato che Hopsin era ancora in contratto con la Ruthless all'epoca. Il primo album ufficiale pubblicato dall'etichetta è stato Raw, dello stesso Hopsin, sopportato dai singoli Sag My Pants e Nocturnal Rainbows, ed è stato pubblicato nel novembre 2010.
Nel novembre 2011, il rapper di Las Vegas Dizzy Wright ha firmato per l'etichetta dopo che i fondatori sono rimasti "impressionati dal suo aspetto flusso fluido, dalla sua presenza scenica sicura e dall'energia che ha conquistato il pubblico". All'inizio del 2012 Hopsin avrebbe ampliato il suo roster firmando il rapper di Atlanta Jarren Benton, che ha poi pubblicato l'album in studio Freebasing With Kevin Bacon nel giugno 2012. Dizzy Wright sarebbe stato il secondo artista oltre a Hopsin a pubblicare un album all'interno della etichetta, che si intitola SmokeOutConversations, pubblicato il 20 aprile 2012. Seguito da un EP intitolato The First Agreement nel dicembre dello stesso anno. Entrambi hanno poi raggiunto la top della classifica R&B/Hip-Hop di Billboard. L'11 giugno 2013, Jarren Benton ha pubblicato poi il suo primo album, My Grandma's Basement. L'album ha raggiunto la quarta posizione nella classifica Billboard Heatseekers Albums e la numero 152 della Billboard 200.
Il 9 agosto 2013, SwizZz ha pubblicato il singolo Zoom In, annunciato come primo estratto dal suo album di prossima uscita nel 2014, il 20 agosto 2013 Damien Ritter ha affermato di aver parlato con diverse etichette riguardo ad accordi di distribuzione, ma ha deciso di non farlo fino a quando l'etichetta non abbia costruito il proprio marchio. Ha affermato anche che in futuro ci possa essere una raccolta di brani della Funk Volume. Il 18 settembre 2013 invece è stata annunciata, una divisione della etichetta dedicata alla produzione e la firma dei produttori Kato, Rikio e DJ Hoppa, quest'ultimo annunciato nel momento ma entrato in Funk Volume in tempi antecedenti. Funk Volume ha successivamente pubblicato l'album Knock Madness, di Hopsin, distribuito attraverso la Empire Distribution. Grazie proprio all'Empire, il disco è diventato uno dei primi dischi, se non il primo, ad essere venduto nei negozi di dischi. nel maggio 2014, Jarren Benton è diventato il terzo artista della label ad essere nominato nelle XXL Freshman Class. La Funk Volume ha raggiunto un accordo di distribuzione con la Warner Bros. Records.

### Litigio tra Hopsin e Dame Ritter (2016-2021)
Il 7 gennaio 2016, Hopsin ha accennato su un post Instagram che Funk Volume era ufficialmente "morto". Ha detto che il motivo del scioglimento della etichetta sia il fatto che Dame "volesse controllare troppo". Sconvolto dalla mancanza di rispetto del collega, Hopsin ha minacciato tramite Instagram, di lasciare la Funk Volume se Dame non l'avesse fatto. Hopsin ha lasciato l'etichetta e di seguito ha fondato la sua etichetta Undercover Prodigy. Nel 2021 comunque Dame e Hopsin hanno fatto pace e iniziato un podcast, disponibile su YouTube.

## Artisti
Ecco tutti gli artisti che sono stati sotto contratto con la label:
- Hopsin (2009-2016)
- SwizZz (2009-2016)
- DJ Hoppa (2012-2016)
- Dizzy Wright (2011-2016)
- Jarren Benton (2012-2016)
- Rikio (2013-2016)
- Kato (2012-2016)[15]